# 9957 Raffaellosanti
9957 Raffaellosanti là một tiểu hành tinh vành đai chính. Nó bay quanh Mặt Trời theo chu kỳ 3.46 năm.
Được phát hiện ngày 6 tháng 10 năm 1991 bởi F. Börngen, Tên chỉ định của nó là "1991 TO13". It was later renamed "Raffaellosanti" after Raffaello Sanzio, a master thuộc Italian Renaissance.